# Alfred Streck
Alfred Heinrich Streck (* 31. August 1896 in Coburg; † 7. Juni 1993) war ein deutscher Bauingenieur für Grundbau und Bodenmechanik, Professor an der Technischen Hochschule Hannover.

## Leben
Streck, dessen Vater Bahnhofsvorsteher in Coburg war, studierte nach Teilnahme als Leutnant am Ersten Weltkrieg an der TH Darmstadt (Diplom 1921), war dann an einem Wasserkraftwerk angestellt, war ab 1923 Assistent an der TH Hannover, an der er 1926 promoviert wurde (Beiträge zur Frage des Erdwiderstandes). 1927 wurde an der TH Hannover die Hannoversche Versuchanstalt für Grundbau und Wasserbau (das nach Tod von Franzius 1936 Franzius Institut hieß) von Otto Franzius gegründet, wo auch Streck war, zuständig für die Bodenmechanik, über die er seit 1932 Vorlesungen in Hannover hielt und in der er sich 1932 habilitierte. Streck wurde Oberingenieur und war ab 1938 nichtbeamteter außerordentlicher Professor, 1939 außerplanmäßiger Professor, ab 1954 außerordentlicher und 1961 ordentlicher Professor für Bodenmechanik (zeitweise auch für Wehrbau und Talsperrenbau) in Hannover. 1962 wurde er emeritiert. Sein Nachfolger in Hannover war Erich Lackner. Streck entwickelte Berechnungsmethoden für Erdwiderstandsbeiwerte mit gebrochenen Gleitflächen.
1952 bis 1954 war er Mitglied des Senats der Technischen Universität Hannover.
Zu seinen Schülern gehörte Alfred Blinde, später Professor in Karlsruhe, und Anton Weißenbach. Letzterer entwickelte den Streckschen Ansatz für die Berechnung des Erdwiderstands weiter mit dem Ziel Bemessungsansätze für Trägerbohlwände zu entwickeln. Die Notwendigkeit dafür ergab sich aus Weißenbachs Tätigkeit im Hamburger U-Bahn Bau Ende der 1950er Jahre. Die notwendigen Versuche wurden unter Strecks Aufsicht durchgeführt. Weitere Schüler waren seine Assistenten Heinz Jagau (Promotion 1955), Gründer eines noch heute bestehenden Ingenieurbüros für Geotechnik in Bremen, Karl Steinfeld (Promotion 1952), der 1961 das noch heute bestehende Ingenieurbüro Steinfeld und Partner in Hamburg gründete, und Josef Schmidbauer (Leiter eines großen Ingenieurbüros in Essen (ELE), das ursprünglich Hans Leussink gründete) sowie Werner Meihorst (Inhaber eines Ingenieurbüros in Hannover), Herbert Wagner (Tunnelspezialist), Wilfried Krabbe (Vorstand bei Philipp Holzmann), Helmut Nendza (Nachfolger von Schmidbauer als Leiter von dessen Ingenieurbüro), Walter Wittke (der sein Diplom in Hannover machte).
Streck war Gutachter für den Klärteich beim Eisenerz-Bergwerk Lengede, dessen Bruch 1963 zum Grubenunglück führte.
Zum 1. Mai 1933 trat er in die NSDAP (Mitgliedsnummer 2.953.604) ein. Ferner war er seit Oktober 1933 Mitglied des Nationalsozialistischen Deutschen Dozentenbundes (NSDDB).

## Schriften
- Ein Beitrag zur Frage des passiven Erddrucks, Der Bauingenieur, 7. Jahrgang, 1926, Heft 1, S. 1–3
- Erddruck und Erdwiderstand. In: Grundbau-Taschenbuch. 1955, 2. Auflage 1966.
- 23 Jahre Baugrundforschung in der Hannoverschen Versuchsanstalt für Grundbau und Wasserbau. In: Mitteilungen der Hannoverschen Versuchsanstalt für Grundbau und Wasserbau. Heft 5. Hannover 1954.